# Muodoslompolo
Muodoslompolo är en tidigare småort i Muonionalusta distrikt (Pajala socken) i Pajala kommun i Norrbotten. Orten ligger vid riksväg 99, cirka elva mil norr om Pajala tätort och cirka sju kilometer sydväst om Merasjärvi, Pajala kommun. 2015 hade folkmängden inom småorten minskat till under 50 personer och denna upplöstes.

## Befolkningsutveckling
Vid folkräkningen den 31 december 1890 bodde 97 personer i byn.
| Befolkningsutvecklingen i Muodoslompolo 1950–2010                                                                         | Befolkningsutvecklingen i Muodoslompolo 1950–2010 | Befolkningsutvecklingen i Muodoslompolo 1950–2010 | Befolkningsutvecklingen i Muodoslompolo 1950–2010 | Befolkningsutvecklingen i Muodoslompolo 1950–2010 |
| --- | ------------------------------------------------- | ------------------------------------------------- | ------------------------------------------------- | ------------------------------------------------- |
| |                                                   |                                                   |                                                   |                                                   |
| År |                                                   |                                                   | Folkmängd                                         | Areal (ha)                                        |
| 1950 | 1950                                              |                                                   | 232                                               | ##                                                |
| 1960 | 1960                                              |                                                   | 277                                               | 92                                                |
| 1965 | 1965                                              |                                                   | 244                                               | 92                                                |
| 1990 | 1990                                              |                                                   | 82                                                | 27#                                               |
| 1995 | 1995                                              |                                                   | 97                                                | 30#                                               |
| 2000 | 2000                                              |                                                   | 89                                                | 31#                                               |
| 2005 | 2005                                              |                                                   | 75                                                | 34#                                               |
| 2010 | 2010                                              |                                                   | 61                                                | 34#                                               |
| Anm.: Upphörde som tätort 1970. Upphörde som småort 2015. ## Som tätort/befolkningsagglomeration 1920–1950. # Som småort. |                                                   |                                                   |                                                   |                                                   |

På grund av förändrat dataunderlag hos Statistiska centralbyrån så är småortsavgränsningarna 1990 och 1995 inte jämförbara. Befolkningen den 31 december 1990 var 100 invånare inom det område som småorten omfattade 1995.

## Samhället
Det gick nio elever i Muodoslompolo centralskola (höstterminen 2007) och skolan lades ner efter skolavslutningen 2009. 
Konsum-affären i byn lades ner 27 december 2006. Nu finns det i samma lokal en privatägd affär som även har försäljning av bilbränsle. Denna Nära dig-butik drivs av den lokala byaföreningen och har varit öppen sedan 29 mars 2007.
Byn blev utsedd till årets by 2007 i Pajala kommun.
Muodoslompolo kyrka har funnits på orten sedan 1925, då den flyttats dit från den närbelägna orten Muonionalusta vid Muonioälven.